# Чорна металургія Вірменії
Чорна металургія Вірменії — галузь обробної промисловості Вірменії. Розвинута напрочуд слабо. Частка продукції чорної металургії у промисловості Вірменії незначна, що пояснюється відсутністю власної сировинної бази і малою ємністю ринку чорної металургії.

## Історія
Вірменія є одним з найдавніших центрів культури метала, однак, не чорного, а кольорового. Вже з 5-4 тисячоліть до н. е у Вірменії існувала доволі розвинута мідяна металургія. 2-га половина II тисячоліття до н. е. характеризується потужним розквітом бронзи. Початок освоєння заліза на території Вірменії сягає зламу II-го і I-го тисячоліть до н. е.
За часів держави Урарту основний сільськогосподарський реманент виготовлявся з заліза, широке використання якого в Урарту розпочалося раніше, ніж в інших районах Передньої Азії.

## Сировинна база
Вже у 19 столітті було відомо про велику кількість заліза у Вірменії. Поклади залізних руд розташовані у Раздані, Абовяні, Сваранці. Є потенційні до засвоєння родовища залізної руди, що робить можливим будівництво сталеплавильного заводу. Наразі (2022) підприємства галузі як сировину використовують власний брухт і відходи чорних металів.

## Сучасний стан
У 2014 році в країні було вироблено 17,7 тис. т сталевого лиття. Водночас за даними Національної статистичної служби у 2013 році Вірменія імпортувала 121,1 тис. т чорних металів, з них — 3,7 тис. т феросплавів, — 54,4 тис. т плаского прокату, — 58,5 тис. т продуктів зі сталі, — 29,5 тис. т іншої продукції з чорних металів.
Серед проблем галузі — обмежена ємність ринку чорної металургії, обмежений асортимент продукції, що випускається, висока конкурентність з імпортною продукцією чорної металургії.

## Компанії та підприємства чорної металургії

### ВАТ «Чисте залізо»
40°06′38.1″ пн. ш. 44°30′25.1″ сх. д. / 40.110583° пн. ш. 44.506972° сх. д.
Завод ВАТ «Чисте залізо» (вірм. մաքուր երկաթ — «Макур єркат») розташований у місті Єревані. Це дослідно-промисловий завод з виробництва чистого заліза продуктивністю 2,2 тис. т. Випускає на основі електроплавки металолому магнітне залізо для приладобудування. Випускає також концентрат молібдену.

### Чаренцаванський завод «Автоліт»
40°25′02.5″ пн. ш. 44°38′29.5″ сх. д. / 40.417361° пн. ш. 44.641528° сх. д.
Завод розташований у місті Чаренцаван. Продуктивність 100 тис. т на рік. Був виставлений на приватизацію у 1996—1997 роках. З кризи 2008 року довгий час простоював. 2012 року ВАТ «Аске груп» провела модернізацію заводу, перепрофілірувавши його на випуск сталевої арматури. Після цього проєктна потужність заводу становила 120 тис. т арматури на рік. Введення в роботу планувалося на 2014 рік.

## Виноски
1. 1 2 3   Армянская Советская Социалистическая Республика. // Большая советская энциклопедия : в 30 т. / главн. ред. А. М. Прохоров. — 3-е изд. — М. : «Советская энциклопедия», 1969—1978. (рос.)
2. ↑   Армения // Энциклопедический словарь : в 86 т. (82 т. и 4 доп.). — СПб. : Ф. А. Брокгауз, И. А. Ефрон, 1890—1907. (рос.)
3. ↑  Состояние отрасли черной металлургии Республики Армения. / Состояние отрасли черной металлургии государств-членов ЕАЭС. // Информация о результатах анализа состояния и развития отрасли черной металлургии государств — членов Евразийского экономического союза. — М., 2015. — С.9. (рос.) на сайті https://www.eurasiancommission.org [Архівовано 2021-01-12 у Wayback Machine.]
4. ↑   Закон Республики Армения о програме приватизации на 1996 - 1997 годы. Принят 20.03.1996. www.parliament.am. Национальное Собрание. Процитовано 5 травня 2022. (рос.)